# Breguet 460
Breguet 460 Vultur là một loại máy bay ném bom của Pháp trong thập niên 1930. Có vài chiếc 460 cùng biến thể của nó là Breguet 462 Vultur được chế tạo. Vài chiếc Breguet 460 đã được bán cho Không quân Cộng hòa Tây Ban Nha trong cuộc Nội chiến Tây Ban Nha.

## Biến thể
Bre 460
Bre 460 M5
Br 462 B4

## Quốc gia sử dụng
France
- Armée de l'Air

 Cộng hòa Tây Ban Nha
- Không quân Cộng hòa Tây Ban Nha

## Tính năng kỹ chiến thuật
Dữ liệu lấy từ GOT: Br.413
Đặc tính tổng quan
- Kíp lái: 5
- Chiều dài: 12,84 m (42 ft 2 in)
- Sải cánh: 20,58 m (67 ft 6 in)
- Chiều cao: 4,10 m (13 ft 5 in)
- Diện tích cánh: 60 m2 (650 foot vuông)
- Trọng lượng có tải: 8.200 kg (18.078 lb)
- Động cơ: 2 × Gnome-Rhône 14Kdrs , 600 kW (804 hp) 815 cv mỗi chiếc

Hiệu suất bay
- Vận tốc cực đại: 400 km/h (249 mph; 216 kn)
- Tầm bay: 2.000 km (1.243 mi; 1.080 nmi)
- Trần bay: 10.000 m (32.808 ft)